# Ландбунд (Аустрија)
Ландбунд је била аустријска политичка партија која је деловала током Прве аустријске републике.

## Историја
Ландбунд је основан 1919. као Deutsche Bauernpartei (Партија немачких фармера) и представљао је либералне и протестантске пољопривреднике у Штајерској, Корушци и Горњој Аустрији. Подржавао је уједињење Аустрије са Немачком и противио се марксизму, аустрофашизму и Хајмверу. Учествово је у коалиционој влади од 1927—1933. када је вицеканцелар и министар унутрашњих послова долазио из ове странке. Од 1930. у савезу је са Великонемачком партијом (Großdeutsche Volkspartei) да би направили заједничку листу за изборе по именом Nationaler Wirtschaftsblock (Национална економска књига), која је распуштена 1934.

## Водећи политичари
- Карл Хартлеб (вицеканцелар 1927-1930)
- Винценц Шуми (гувернер Корушке 1923-1927)
- Франц Винклер (вицеканцелар 1932-1933)

## Наслеђе
После Другог светског рата, када је 1945. створна привремена аустријска влада, Ландбунд је треба да номинује чланове. Међутим, група није поново основана у Другој републици. Већина бивших присталица Ландбунда који су се противили социјализму и католицизму Хришћанске народне странке током Прве републике и Аустријске народне странке током друге, нашли су нови политички дом у Савезу независних, а касније и у Слободарској партији Аустрије, која има највише присталица тамо где је Ландбунд био политичка сила.